# Flugplatz Preschen

i7
i11
i13
Der Flugplatz Preschen ist ein ehemaliger Militärflugplatz der Luftstreitkräfte der NVA. Er befindet sich in der Gemeinde Neiße-Malxetal im südlichen Brandenburg, zwischen den Ortsteilen Jocksdorf, Preschen und der Gemeinde Groß Schacksdorf.

## Geschichte

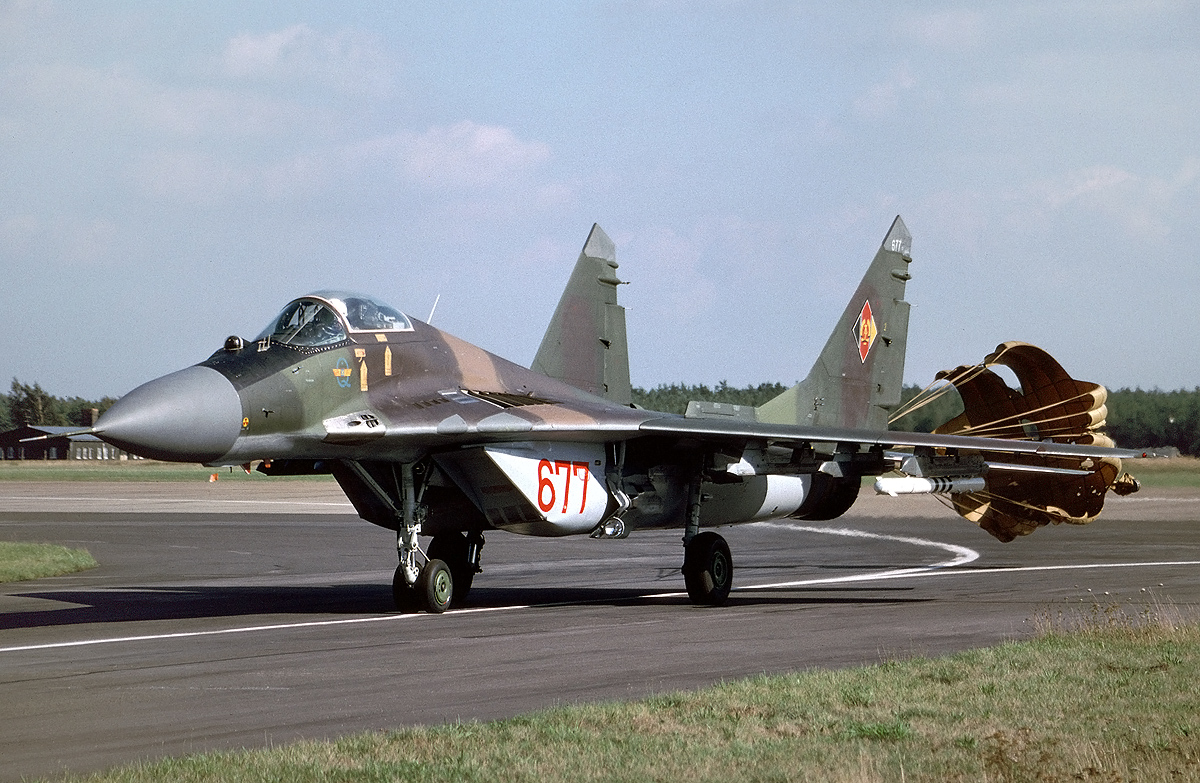
MiG-29 des JG-3 in Preschen (1990)

Im Jahr 1934 als Flugplatz Jocksdorf angelegt, fand eine erste Nutzung des Geländes als Segelflug- und Zwischenlandeplatz von 1937/38 bis 1945 statt. Nach der Einnahme durch die Rote Armee am 20. April 1945 erfolgte noch eine kurzzeitige Nutzung durch sowjetische Jagdfliegerkräfte, anschließend wurde das Gelände landwirtschaftlich genutzt. Der eigentliche Flugplatz wurde 1953/54 errichtet. Für den Bau wurde 1953 das Haftarbeitslager Preschen angelegt. Der Flugplatz wurde von 1955 bis 1990 genutzt und dabei schrittweise ausgebaut. Als Wohnzone wurde an dem naheliegenden Dorf Groß Schacksdorf eine Plattenbausiedlung errichtet (Groß Schacksdorf-Ost).
Auf dem Flugplatz waren verschiedene fliegende Kampfverbände der 1. LVD stationiert. Hauptnutzer waren das im Dezember 1956 von Cottbus verlegte Jagdfliegergeschwader 3 (JG-3) und die im November 1974 aufgestellte Taktische Aufklärungsfliegerstaffel 47 (TAFS-47). Das JG-3 war die einzige Einheit der NVA, die mit Jagdflugzeugen des Typs MiG-29 ausgerüstet war. Nach Übernahme durch die Luftwaffe wurde der Flugbetrieb noch eine Zeitlang als  Erprobungsgeschwader MiG-29 und JG 73 fortgesetzt, das Gelände aber wegen seiner Nähe zu Polen – die An- und Abflugwege liefen teilweise über polnisches Territorium – als Militärflugplatz schließlich aufgegeben. Der Flugbetrieb wurde Ende 1994 eingestellt und das JG 73 nach Rostock-Laage verlegt.
Von 1999 bis 2003 gab es auf dem Gelände des Flugplatzes in einem ehemaligen Flugzeughangar den Techno-Club K-- (Kombinat 2). Gespielt wurde hauptsächlich Hard Tekkno. Berühmte DJs, die in diesem Club aufgetreten sind, waren unter anderem DJ Rush und Wolle XDP. Im Jahr 2004 wurde das K-- nach einigen Unstimmigkeiten mit Brandenburger Ämtern geschlossen.
Heute wird der Platz von der Firma POINT 36 betrieben, die dort verschiedene Veranstaltungsmöglichkeiten anbietet.

## Flugplatzeinrichtungen

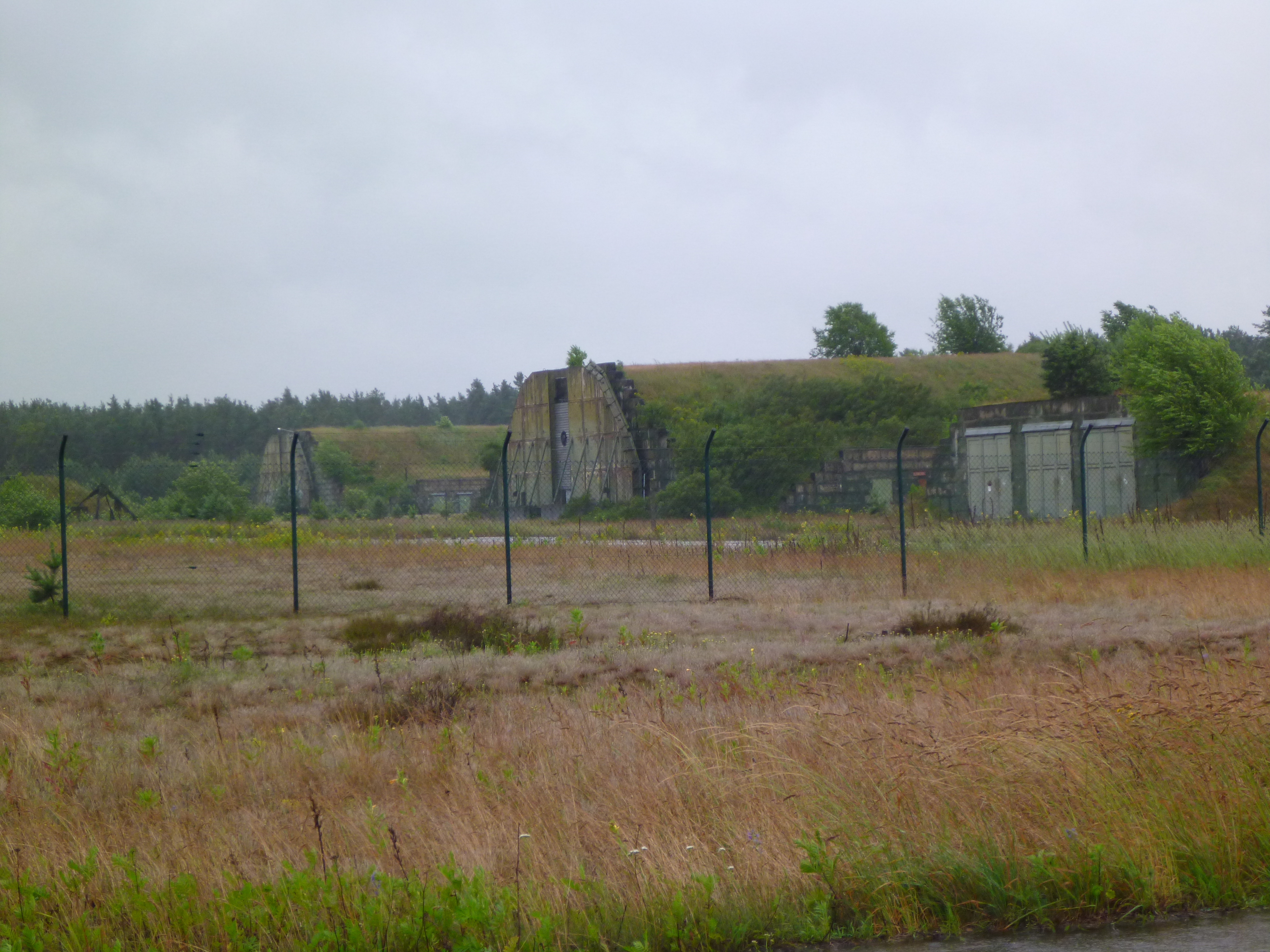
Mehrere HAS in einer Stichstraße auf der südlichen Flugplatzseite

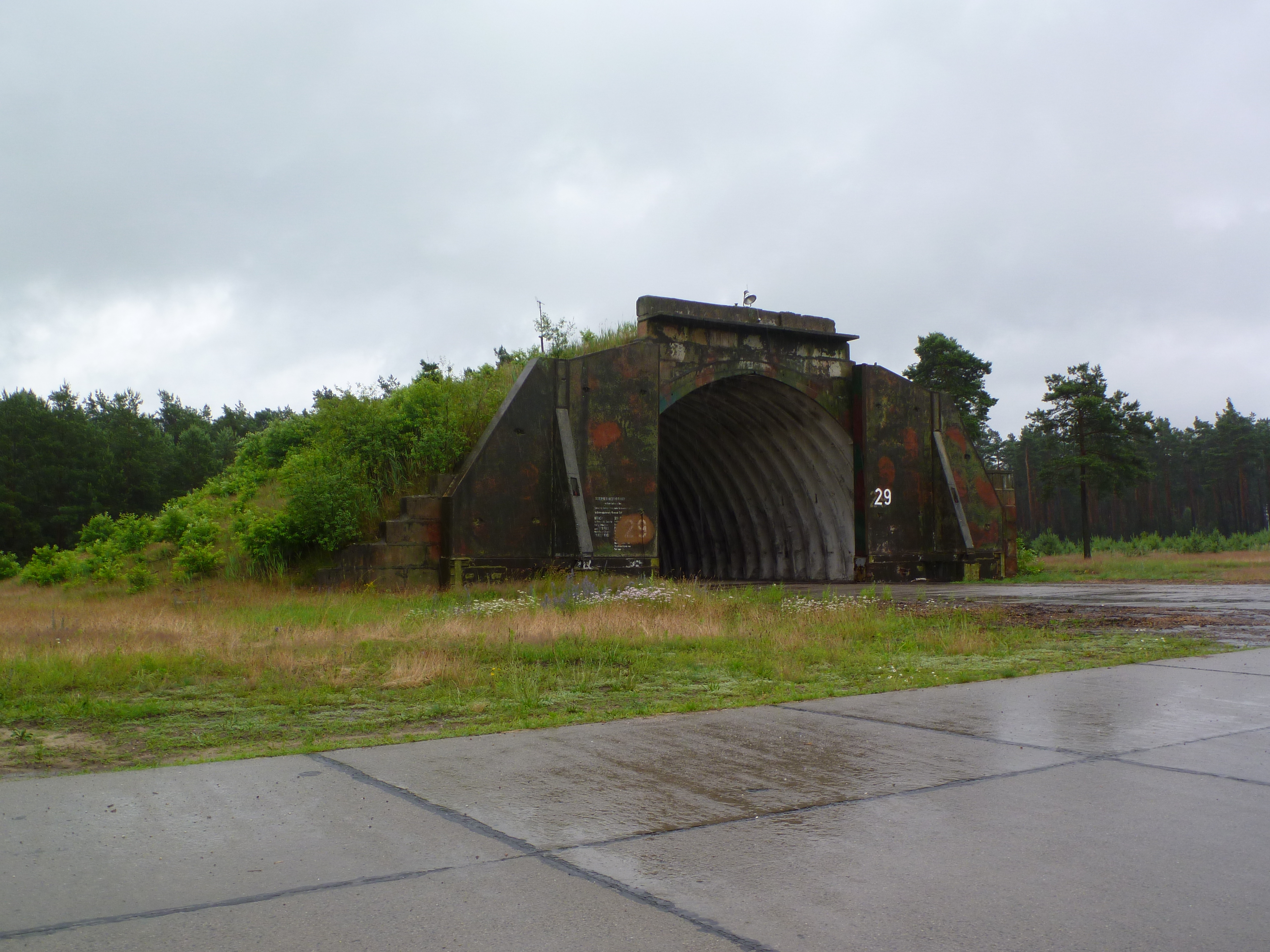
Offener HAS mit der Nummer 29 an der Einfahrt vom Ort Preschen

Der Flugplatz Preschen verfügte über eine 2500 m lange und 80 m breite Start- und Landebahn (SLB), eine Ringrollbahn mit der Vorstartlinie (VSL), sowie über die sogenannte Südbahn als Notbahn. 1977 wurden 24 „Hardened Aircraft Shelter“ (HAS), im NVA-Sprachgebrauch als Geschlossene Deckung für Flugzeuge (GDF) bezeichnet, in zwei Staffelräumen errichtet. Vom Ostende der Start- und Landebahn führt ein ca. 3,7 km langer Rollweg zur Autobahn A15, wo sich ein Autobahn-Behelfsflugplatz befand. Im Jahr 1989 besaß der Platz ein Funkfeuer vom sowjetischen Typ RSBN. In den beiden Anflugrichtungen standen jeweils zwei ungerichtete Funkfeuer (DDR-Terminologie: Fernfunkfeuer, Nahfunkfeuer) sowie das Landesystem PRMG zur Verfügung. Die Flugsicherung konnte ein Rundsichtradar und ein Präzisionsanflugradar nutzen. Das militärische Rufzeichen lautete KOSEL.
Südlich des Dorfes Jerischke befand sich ein Erdschieß- und Bombenwurfplatz im Zschornoer Wald.

## Aktuelle Entwicklungen
Im Jahr 2010 wurden am Ostende der SLB und im westlichen Vorfeld Solaranlagen zur Stromgewinnung aufgebaut. Einige der Shelter werden als Lagerplatz, unter anderem für Silage verwendet, andere stehen leer.
Im Jahr 2013 wurde der Bereich der Landebahn zwischen den vorhandenen Solarparks mit einem weiteren Solarpark mit ca. 80 MW bebaut. Gleichzeitig wurden die Shelter im Nordwesten und im Südwesten entfernt und auch hier wurde jeweils eine Solaranlage von 12,5 bzw. 7,5 MW erbaut. Somit ist eine weitere Nutzung des Flugplatzes als solcher nahezu ausgeschlossen. Die Anbindung an das Stromnetz erfolgt in einem neuen Umspannwerk in Döbern.

## Trivia
Der spätere Raumfahrer Sigmund Jähn bestritt seinen Grundwehrdienst 1955 bei der VP-Luft, dem Vorläufer der Luftstreitkräfte der DDR, auf dem Flugplatz Preschen und war mit dem Jagdfliegergeschwader 8 dort bis 1960 stationiert.